# Яриз, Наталья Сергеевна
Яриз Наталья Сергеевна (род. 4 марта 1979 года) — российская культуристка, мастер спорта России по бодибилдингу IFBB (2005 год), мастер спорта России по пауэрлифтингу IPF (2007 год).

## Биография
Родилась в городе Омске. Мать Яриз Валентина Николаевна, отец Яриз Сергей Анатольевич. В 1996 году окончила среднюю школу № 108 г. Омска с золотой медалью. В 2001 году окончила Московский Финансово-Экономический институт по специальности экономист. В этом же году поступила на службу в Омскую таможню. В настоящее время работает на таможенном посту Аэропорт Омск старшим государственным таможенным инспектором отдела таможенного досмотра. Начала заниматься бодибилдингом с 18 лет в 1997 году. В этом же году состоялся дебют Натальи на соревновательной сцене.
Не замужем, детей нет.

### Выступления и награды[2]
- До 2005 года выступала на региональных Чемпионатах и Кубках Сибири, Урала.
- В 2005 году впервые приняла участие на Чемпионате России в Москве, где заняла 3 место в категории «Женский бодибилдинг» до 57 кг и выполнила норматив мастера спорта.
- 2006 год − 4 место на Чемпионате России в Санкт-Петербурге в категории «Женский бодибилдинг» до 57 кг.
- 2007 год − 4 место на Чемпионате России в Брянске в категории «Женский бодибилдинг» свыше 55 кг.
- 2009 год − 2 место на Чемпионате России в Ханты-Мансийске в категории «Женский бодибилдинг» свыше 55 кг.
- 2010 год − 2 место на Чемпионате России в г. Екатеринбурге в абсолютной категории «Женский бодибилдинг».
- 2011 год − Наталья впервые принимает участие в международных стартах и на Чемпионате Европы занимает 2 место в категории «Женский бодибилдинг» свыше 55 кг.
- 2013 год − в престижном международном фестивале «Arnold Classic Europe» в Мадриде Наталья занимает 3 место в абсолютной категории «Женский бодибилдинг». Через месяц на Чемпионате России в Перми Наталья впервые становится абсолютной чемпионкой России по бодибилдингу.
- 2014 год − Наталья подтверждает своё звание чемпионки, став победительницей Кубка России в Краснодаре. С 2014 года федерация IFBB приняла решение исключить номинацию женского бодибилдинга из любительской программы соревнований.